# Dietersberg (Berching)
Dietersberg ist ein Gemeindeteil der Stadt Berching im Landkreis Neumarkt in der Oberpfalz in Bayern.

## Geschichte
Am 1. Juli 1972 wurden Thann mit Biermühle, Dietersberg, Fallhaus und Thannbrunn nach Berching eingemeindet.

## Kirchliche Zugehörigkeit
Kirchlich gehört der Weiler zur Filialkirche Thann der Pfarrei Waltersberg im Dekanat Neumarkt in der Oberpfalz.

## Dorfkapelle Mariahilf
Die Dorfkapelle Mariahilf ist eine Saalbau mit Giebeldachreiter aus dem Jahre 1797.